# کدی
کدی (به انگلیسی: Kaddi) یک منطقهٔ مسکونی در پاکستان است که در صوابی، پاکستان واقع شده‌است. کدی ۲ کیلومتر مربع مساحت دارد.